# رافاييل (لاعب كرة قدم مواليد 1987)
رافاييل دا سيلفا غوميش هو لاعب كرة قدم برازيلي في مركز الدفاع، ولد في 1 أكتوبر 1987 في جابواتاو دوس غوارارابيس في البرازيل. لعب مع نادي الهلال.